# Friedrich von Boetticher (Kunsthistoriker)

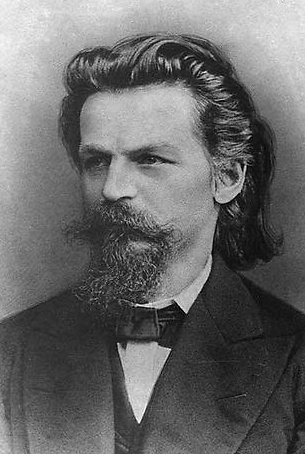
Friedrich Heinrich von Boetticher

Friedrich Heinrich von Boetticher (* 11. Junijul. / 23. Juni 1826greg. in Riga; † 12. Februar 1902 in Dresden) war ein deutscher Verlagsbuchhändler, Privatgelehrter und Kunsthistoriker.

## Leben

### Herkunft und Familie
Friedrich von Boetticher wurde als zehntes von 17 Kindern des Kaufmanns und Gutsherrn Carl von Boetticher (1782–1859) und der Emilie Wippert (1794–1855) geboren. 
Friedrich von Boetticher ist Vater des Arztes und Genealogen Walter von Boetticher, Bruder des Bürgermeisters von Riga Emil von Boetticher, über seine älteste Tochter Maria (* 1851) Schwiegervater des Weimarer Oberbürgermeisters Karl Pabst und über seine Tochter Eugenie (* 1858) Schwiegervater des Komponisten Franz Curti.

### Werdegang
Nach dem Besuch des Gymnasiums in Riga studierte er 1846–1849 an der Kaiserlichen Universität Dorpat Philologie und später Rechtswissenschaft. 1849 wurde er in der privaten Lehranstalt seines späteren Schwagers Ernst Theodor Stöckhardt im ehemaligen Rittergut Brösa bei Malschwitz zum Landwirt ausgebildet, wo er 1850 die Pastorentochter Eugenie Mitschke (1825–1858) heiratete. Im selben Jahr erwarb er das benachbarte Rittergut Zschillichau und bewirtschaftete es bis 1853. Nach dem Verkauf arbeitete er als Geschäftsführer seines Vaters in Riga. 1854 verließ er die Stadt, siedelte nach Sachsen über und erwarb eine Verlagsbuchhandlung in Dresden, an die später eine Kunsthandlung angeschlossen wurde. 1859 wurde er sächsischer Staatsbürger und heiratete nach dem frühen Tod seiner ersten Frau die Tochter des Generalmajors Carl Johann von Friede, Alexandra von Friede (1822–1908).
Als Ergebnis seiner langjährigen kunsthistorischen Studien erschien 1891 bis 1901 sein Lebenswerk „Malerwerke des neunzehnten Jahrhunderts, Beitrag zur Kunstgeschichte“ in 2 Bänden, in denen ca. 50.000 Bilder deutscher und in Deutschland tätiger Maler überwiegend erstmals, teilweise heute noch einmalig, aufgelistet sind. Das Buch ist daher noch immer bei Kunstauktionen als Standardnachweis im Einsatz.
Er verstarb 1902 in Dresden und wurde auf dem Alten Annenfriedhof beigesetzt.

## Veröffentlichungen
- Malerwerke des neunzehnten Jahrhunderts, Beitrag zur Kunstgeschichte. 2 Bände, Dresden 1891–1898, Digitalisat: Band 1, Band 2
- Zur Erinnerung an Friedrich von Boetticher – Gedichte, Hrsg. Alexandra von Boetticher, Dresden, Februar 1902
- Weihnachtsgrüße von Friedrich von Boetticher – Gedichte, Hrsg. Alexandra von Boetticher, Dresden, Dezember 1902